# Ergaea
Ergaea is een geslacht van weekdieren uit de klasse van de Gastropoda (slakken). 

## Soort
- Ergaea walshi (Reeve, 1859)